# Amphibolurus
Amphibolurus är ett släkte av ödlor. Amphibolurus ingår i familjen agamer.
Det vetenskapliga namnet är bildat av de grekiska orden amphibolē (nät) och oura (svans).
Arter enligt Catalogue of Life:
- Amphibolurus muricatus
- Amphibolurus nobbi
- Amphibolurus norrisi

Arterna är ganska stora agamer som förekommer i torra regioner i Australien. Den genomsnittliga längden utan svans varierar mellan 84 och 103 mm och vikten mellan 20 och 36 g. Såvida känd är arterna dagaktiva. Dessa ödlor saknar förmåga att tappa svansen. De har allmänt en mörk kroppsfärg och ibland avviker hannens färg från honans färg. Födan består av smådjur och växtdelar. Släktets medlemmar hittas ofta i områden med ett lövskikt. De besöker även sandiga regioner och områden intill vattendrag. Arterna undviker människans samhällen. Troligtvis kan honor lägga ägg vid flera tillfällen under gynnsamma år.

## Bildgalleri

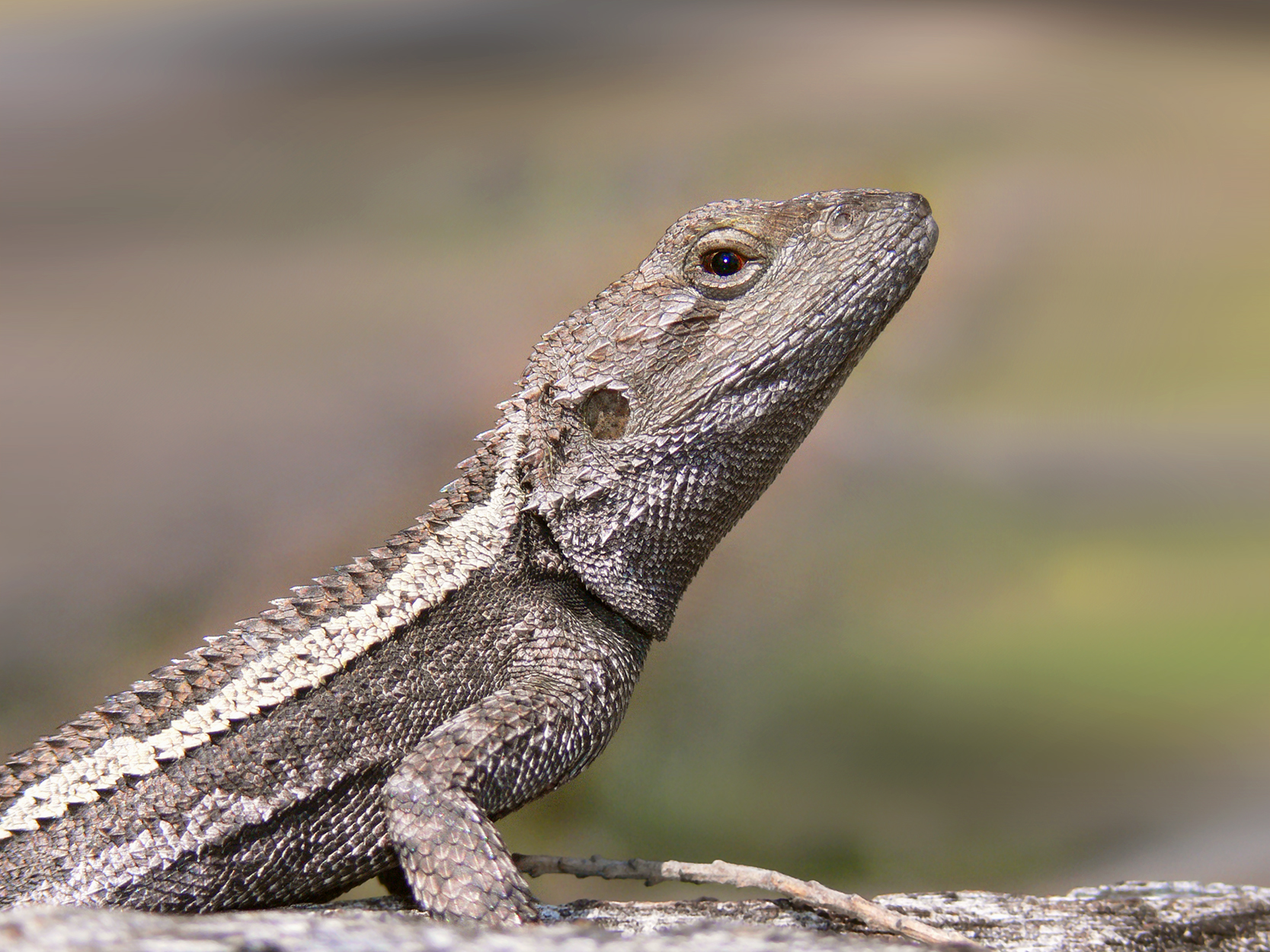
Amphibolurus muricatus